# عضلات الوجه التعبيرية
يبلغ عدد عضلات الوجه 47 عضلة، أما عضلات الوجه التعبيرية فهي مجموعة من العضلات الهيكلية يتم تزويدها عن طريق العصب السابع من الأعصاب القحفية (العصب الوجهي).
هذا العصب مع عدد من عوامل أخرى هم اللذين يتحكمون بتعابير الوجه (كالأبتسامة والاندهاش)

## هيكل العضلات
عضلات الوجه التعبيرية هي عضلات متواجدة تحت الجلد. غالبا ماتنشأ هذه العضلات على سطح عظم الجمجمة وتدخل على جلد الوجه. وعندما تنقبض العضلات، يتحرك الجلد مما يؤدي للتعابير.
هذه العضلات أيضاً تسبب التجاعيد عندما يصبح خط عمل العضلة في زاوية محددة. يمكن التأكد والفحص من وصول العصب الوجهي لعضلات الوجه عن طريق فحص خارج الفم.

## التزويد العصبي
يتم تزويد عضلات الوجه التعبيرية بالأعصاب عن طريق العصب الوجهي. مع كل فرع من العصب يخدم جانبا من الوجه.
في المقابل، تُزود عضلات المضغ بالأعصاب عبر فرع من فروع العصب الخامس (العصب الثلاثي التوائم) وهو عصب الفك سفلي

## مرحلة نشوء العضلات
عضلات الوجه التعبيرية مستمدة من قوس بلعومية ثانية

## عضلات الجبهة

### الجبهيّة القذاليّة (Occipito-frontalis)
هي عضلة تغطي أجزاء من الجمجمة. تتألف من بطنين: بطن جبهي Frontal belly وبطن قذالي Occipital belly.
- البطن القذالي:

- - المنشأ: من الخط القفوي العلوي على العظم القذالي،
  - المرتكز: على الخوذة الصفاقية aponeurotic galea.
- البطن الجبهي:

- - المنشأ: من الخوذة الصفاقية.
  - المرتكز: على جلد فوق الحاجبين.
- التعصيب: من العصب الوجهي (VII) والضفيرة الرقبية.
- العمل: رفع الحاجب إلى الأعلى لتعطي حالة الدهشة والاستغراب.

### العضلة مغصنة الحاجب Corrugator Supercillii
- المنشأ: من القسم الإنسي للقوس فوق الحاجبية وتتجه نحو الأعلى والوحشي.
- المرتكز: على جلد الحاجب.
- التعصيب:  التعصيب الحركي من العصب الوجهي.
- العمل: شد الحاجب نحو الإنسي، فهي عضلة العبوس والغضب وتعطي الخطوط العمودية للجبهة.

### العضلة الناشلة Procerus
- المنشأ: من العظم الأنفي وتتجه نحو الأعلى والإنسي.
- المرتكز: على جلد بين الحاجبين.
- التعصيبالتعصيب الحركي من العصب الوجهي.
- العمل: تحريك الحاجبين نحو الأسفل لتعطي تعبير العبوس والتهديد.

## عضلات الناحية العينية (Orbital group)

### الدويرية العينية Orbicularis oculi
لها 3 أجزاء: حجاجي ٚ وجفني ودمعي:
- حجاجي
  - المنشأ: حافة حجاج إنسيّة.
  - المرتكز: جلد حول الحجاج.
  - العمل: إطباق الأجفان بقوّة (حماية العين من الوهج).
- جفني
  - المنشأ: رباط جفني إنسي وحافة حول حجاج إنسيّة.
  - المرتكز: جلد الأجفان (على الحواف الرصغيّة).
  - العمل: إطباق الأجفان ببطء (عضلة النوم الهادئ).
- دمعي
  - المنشأ: العظم الدمعي.
  - المرتكز: رباط جفني إنسي (يغطّي كيس الدمع).
  - العمل: إفراغ الدمع (لأنها تحيط بكيس الدمع.

## عضلات الناحية الأنفيّة (Nasal group)

### العضلة الأنفيَّة Nasalis
لها قسمين:
- معترض: (ضاغط للمنخر)
  - المنشأ: العظم الفكّي وحشي الثلمة الأنفيّة.
  - المرتكز: جسر الأنف.
- الجزء العمودي: (جناحي موسّع للمنخر)
  - المنشأ: العظم الفكّي (تحت الجزء المعترض)
  - المرتكز: جناح الأنف.

### العضلة خافضة الوتيرة (Depressor septi nasi)
- المنشأ: العظم الفكي فوق القاطع المركزي.
- المرتكز: الجزي المتحرّك من الوتيرة.
- العمل: تساعد في تعبير الغضب، والشهيق العميق.

## عضلات الناحية الفموية (Oral group)

### عضلات الفتحة الفموية

#### الدويرية الفمويّة (Orbicularis oris)
- المنشأ: الوجوه العميقة للجلد حول الفم.
- المرتكز: الغشاء المخاطي للشفتين.
- هذه العضلة هي عضلة الصفير وتساعد على العلك.

#### العضلة المبوّقة (Buccinator)
- المنشأ: الناتئ السنخي للفكين.
- المرتكز: الدويرية الفموية والصوار.
- تخترق هذه العضلة، قناة الغدة النكفية.
- هذه العضلة هي عضلة النفخ.

#### الضحكيّة (Rosorius)
- المنشأ: لفافة الغدة النكفية.
- المرتكز: الصوار (زاوية الفم).
- هذه العضلة هي عضلة الضحك.

#### العضلة المبطّحة (Platysma)
هي عضلة سطحية تغطي العضلة القترائية.
- المنشأ: من اللفافة المغلفة للأجزاء العلوية من العضلتين الصدرية الكبيرة والدالية، تعبر أليافها أمام عظم الترقوة وتتابع باتجاه الأعلى والأنسي على جانب العنق.
- المرتكز: على الحافة السفلية لجسم الفك السفلي.

بعض ألياف العضلة الخلفية تدخل إلى الوجه لتندمج مع العضلات عند زاوية الفم، أما أسفل الذقن فتتداخل بعض الألياف الأمامية للعضلة في مثيلاتها من العضلة نفسها في الجانب المقابل.
- التعصيب: من الفرع الرقبي للعصب الوجهي (VII).
- العمل: تخفض الفك السفلي وتسحب الشفة السفلية وزاوية الفم للأسفل.

هذه العضلة هي عضلة الدهشة، وعندما تعمل في جانب واحد تعطي تعبير التهديد.

### متعلقة بالشفة العلوية

#### الوجنيّة الكبيرة (Zygomatic major)
- المنشأ: الوجه الأمامي والجانبي للعظم الوجني.
- المرتكز: جلد الشفة العليا وجناح الأنف.
- العمل: مع الوجنية الصغيرة، عضلات الازدراء والبسمة.

#### الوجنيّة الصغيرة (Zygomatic minor)
مثل الوجنية الكبيرة.
- المنشأ: الوجه الأمامي والجانبي للعظم الوجني.
- المرتكز: جلد الشفة العليا وجناح الأنف.
- العمل: مع الوجنية الكبيرة، عضلات الازدراء والبسمة.

#### رافعة الشفة العلويّة (Levator Labii superioris)
- المنشأ: الحافة تحت الحجاج للفكي (أعلى الثقبة تحت الحجاج).
- المرتكز: جلد الشفة العلوية.

#### رافعة الشفة العلويّة وجناح الأنف (Levator labii superioris alaeque nasi)
- المنشأ: الناتئ الجبهي للفكي.
- المرتكز: جلد جناح الأنف والشفة العلوية.

#### رافعة الصوار (Levator anguli oris)
- المنشأ: الحفرة النابيّة للفكي (تحت الثقبة تحت الحجاج).
- المرتكز: جلد زاوية الفم.
- تقع إلى العمق من العضلة رافعة الشفة العلوية.

### المتعلقة بالشفة السفلية

#### خافضة الصوار (زاوية الفم) Depressor Anguli oris
- المنشأ: أسفل وجانب الوجه الأمامي للفكي السفلي والخط المائل للفكي السفلي.
- المرتكز: الصوار.

#### خافضة الشفة السفلى (Depressor labii inferioris)
- المنشأ: الخط المائل للفكي السفلي.
- المرتكز: جلد الشفة السفلية.

#### الذقنية (Mentalis)
- المنشأ: الحفرة القاطعية للفكي السفلي.
- المرتكز: جلد الذقن.
- العمل: تعطي تعبير الحزن البسيط عن طريق قلب الشفة وذلك بسبب مرتكزها على الخط الشفوي الذقني.

## العضلات الصيوانيّة
عضلات الصيوانية (أذن خارجية) هي ثلاث:
- الصيوانيّة الأماميّة
- الصيوانيّة العلويّة
- الصيوانيّة الخلفيّة

ملاحظة: 

سبب وجود العضلة المبطّحة ضمن عضلات الوجه التعبيرية هو لانها تشارك العضلات البقية بنفس العصب (العصب الوجهي)

### الأهمية الطبية
عدم القدرة على تحريك عضلات الوجه وعمل تعبير من الممكن ان يكون إشارة لضرر حدث للعصب الذي يزودها. أي ضرر يحدث للعصب المزود لعضلات الوجه يؤدي للشلل العصب الوجهي للجهة المتضررة